# Bateria de Costa de l'Ametlla de Mar
La Bateria de Costa de l'Ametlla de Mar, popularment coneguda com Les Fortificacions, és un búnquer d'artillera construït durant la Guerra Civil espanyola, al municipi de l'Ametlla de Mar (Baix Ebre), entre la platja de Port Olivet i la platja de l'Estany.

## Història
Construïda el 1937 per la Generalitat de Catalunya i la Segona República Espanyola, per a protegir el golf de Sant Jordi davant d'un possible desembarcament de les tropes franquistes des de Mallorca, que no es va arribar a produir mai, pel no va arribar a entrar en ús. El 13 de gener de 1939 quan l’exèrcit franquista ocupà l'Ametlla de Mar, va desmantellar l'armament republicà. Actualment l'Ajuntament hi organitza visites guiades.

## Descripció
Disposava de tres plataformes de tir, a l'aire lliure, per situar els obusos i quatre entrades al recinte interior. Dues entrades, al camí principal, servien per aprovisionar els polvorins i les sales de recanvis. Les altres dues s'ubicaven als extrems de la plataforma de tir i abastien de munició els obusos. Darrera els obusos dues portes conduïen  a un pou circular on llençaven la baina sobrant del projectil. La plataforma de tir comptava amb un sistema de drenatge excavat en trinxeres per evacuar les aigües pluvials al mar. El complex interior servia com a refugi antiaeri davant un possible bombardeig. Al pla més elevat hi havia diferents pous de ventilació i cisternes de recaptació d’aigua de pluja.